# Simón Orfila Riudavets
Simón Orfila Riudavets (Alaior, Menorca, 13 de setembre de 1976) és un baix-baríton menorquí deixeble del tenor Alfredo Kraus. Actua assíduament en els teatres Liceu i Real, a més de la Bayerische Staatsoper, Deutsche Oper de Berlín, el Teatre Sant Carlo o la Scala, amb títols com Aida, La Bohème, La Cenerentola, La dona del llac, Don Giovanni, Lucia di Lammermoor, Norma, Les noces de Fígaro, I puritani, Turandot o Il viaggio a Reims.

## Biografia
Des de petit volia ser cantant o humorista. Va heretar la passió musical de la seva mare i el seu avi.
Va iniciar els estudis musicals i de cant als 16 anys en el conservatori de Menorca. El tenor Alfredo Kraus el va descobrir a l'Òpera de Maó i el va convidar a participar en els Cursos d'Estiu de Santander que li va permetre accedir a l'Escola Superior de Música Reina Sofía on es va formar durant 3 anys amb Kraus -que dirigia la càtedra de cant- com a mestre. De Kraus, ha explicat, va aprendre la tècnica i la selecció de repertori. També va tenir com a professors a Suso Mariategui i Edelmiro Arnaltes. Un altre dels seus refrentes ha estat Bonaldo Giaiotti a Milà.
Des de jove ha tingut una posició privilegiada al món líric. En les seves entrevistes sol dir que en realitat és "un obrer de l'òpera" amb dues passions, cantar i fer riure. Pel color i la flexibilitat de la seva veu, la seva especialitat són les obres de Mozart i Rossini.

### Trajectòria professional
L'any 1996, als 20 anys va rebre les seves primeres ofertes de treball en teatres i al març de 1997 va participar en Don Carlo una producció del Teatre Principal de Palma, on es va estrenar i del Teatre Arriaga de Bilbao amb la soprano Sylvia Corbacho. Als 21 anys va aconseguir el seu primer contracte en el Gran Teatre del Liceu de Barcelona fent el paper de Oroveso de Norma.
En 1998 va participar en la inauguració de l'Auditori Municipal Alfredo Kraus a Asp (Alacant) cantant amb el mateix Kraus.
En 2003 va ser un dels intèrprets de Les noces de Fígaro presentada en el Teatre Real de Madrid dirigida per Antoni Ros Marbà amb la direcció escènica de Marco Arturo Marelli.
En 2006 va participar en l'estrena de Il viaggio a Reims, una òpera de Rossini que mai s'havia representat en teatre, en el Gran Teatre del Liceu de Barcelona, en el debut operístic del dramaturg Sergi Belbel en la direcció d'escena i la presentació de Jesús López Cobos en el Liceu. El mateix va participar en l'enregistrament de la Cenerentola en el Teatre Carlo Felice de Gènova realitzada per la RAI.
Al desembre de 2012 va presentar el seu primer disc en solitari "My dream",  a Oviedo, en el XI Concert homenatge a Alfredo Kraus un treball amb cançons menorquines, La balada d'en Lucas, Xoroi, Escolta es vent, temes catalans com L'oreneta o T'estimo, algunes cançons de sarsuela, i fins i tot cançons americanes com The impossible dream, gravat amb la Real Filharmònica de Galícia, dirigida per David Giménez Carreras, nebot del tenor Josep Carreras. El disc va ser una obstinació especial del mateix Kraus.
El 17 de maig de 2013 va debutar en el Covent Garden de Londres amb l'òpera La dona del llac de Rossini compartint escenari amb Juan Diego Flórez i Joyce DiDonato.
Al setembre de 2013 va gravar amb la soprano Mariola Cantarero un repertori d'òpera espanyola i sarsuela que quedar enregistrat en el disc Bel Canto presentat al desembre a l'Auditori Manuel de Falla de Granada.
En 2014 va participar en la commemoració del 15 aniversari de la mort d'Alfredo Kraus en el Teatre Real de Madrid.

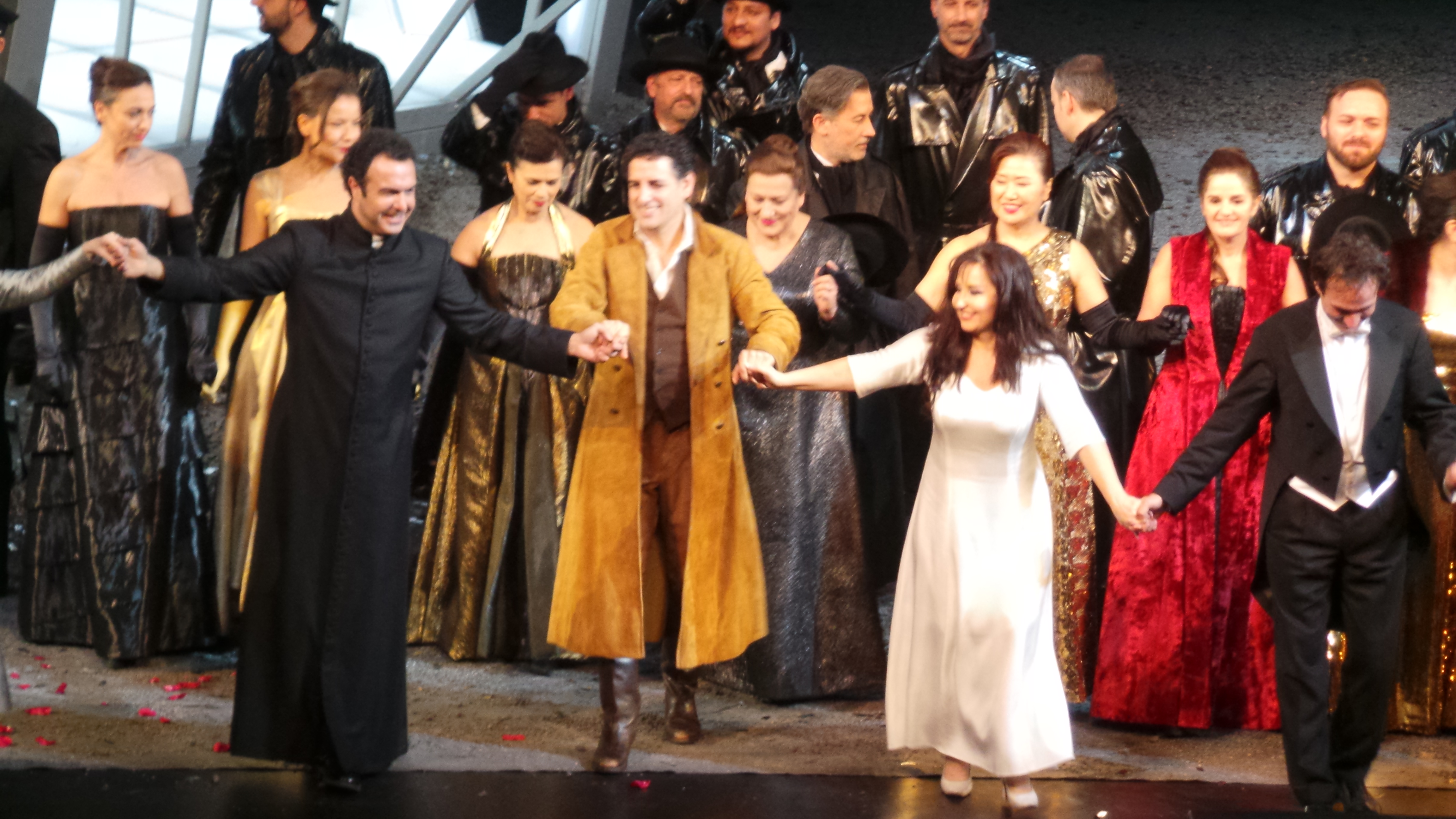
Simón Orfila, Juan Diego Flórez i Elena Mosuc en el Gran Teatre del Liceu de Barcelona amb Lucia di Lammermoor. Desembre de 2015

Al juliol de 2015 va participar en el muntatge de Don Carlo realitzat pel dramaturg Albert Boadella estrenat a L'Escorial.
Al setembre de 2015 va debutar en el teatre Théâtre_de_la_Monnaie de Brussel·les com a protagonista de l'òpera L'elisir d'amore de Donizetti dirigit per Damiano Michieletto, un dels directors més innovadors al món de la lírica, en una coproducció de la Monnaie, el Teatre Municipal de Bolonya i el Teatre Real de Madrid. Orfila havia interpretat ja el paper de Dulcarama a Menorca, en el Liceu de Barcelona i a Buenos Aires.
Al desembre de 2015 va estrenar Lucia de Lammermoor de Donizetti en el Gran Teatre Liceu de Barcelona compartint cartell amb Juan Diego Flórez, Elena Mosuc, Marco Caria i Albert Casals.

## Discografia i filmografia
- 2013 Bel Canto. Mariola Cantirer i Simón Orfila. Recopilació òpera i sarsuela espanyoles.
- 2012 My dream. Simón Orfila. Primer treball en solitari.
- 2008 La Cenerentola de Rossini, en DVD, per la RAI;
- 2007 Norma de Bellini, en DVD, per DYNAMIC
- 2003 La Fattucchiera de Vicenç Cuyás, en CD, per a Columna Música;
- 2003 Il Viaggio a Reims de Rossini, en DVD, per TDK;
- 2001 I Puritani de Bellini, en DVD, per TDK;
- La Gazzetta de Rossini, en DVD, para OPUS ART.